# Siegmund Mayer
Siegmund Mayer (ur. 27 grudnia 1842 w Bechtheim k. Wormacji, zm. 1 września 1910 we wsi Amras (od 1938 włączonej do Innsbrucka) – niemiecki fizjolog i histolog. 
Studiował medycynę na Uniwersytecie w Heidelbergu, Gießen i Tybindze. Tytuł doktora medycyny otrzymał w 1865 roku. W 1869 został privatdozentem na Uniwersytecie w Wiedniu. W 1872 roku został profesorem nadzwyczajnym. W 1884 został mianowany profesorem histologii. Pochowany został na Cmentarzu Zachodnim (Westfriedhof) w Innsbrucku.

## Wybrane prace
- Histologisches Taschenbuch. Prag, 1887